# Édouard Burignot de Varenne
Jacques-Édouard, dit baron Burignot de Varenne (par courtoisie) (21 septembre 1795, Chalon-sur-Saône  - 14 septembre 1873, château de Crémelon), est un diplomate et homme politique français.

## Biographie
Fils de Jacques-Philibert Burignot de Varenne, il doit son titre de baron aux fonctions diplomatiques dont il est investi. Ministre plénipotentiaire de France dans le Mecklembourg lors du mariage de la princesse Hélène avec le duc d'Orléans en 1837, il passe ensuite en Portugal, où il reste ambassadeur jusqu'en 1848. 
Vers la même époque, il devient député de Saône-et-Loire. Après une première tentative infructueuse aux élections générales du 9 juillet 1842, Burignot de Varennes l'emporte, dans le 3e collège de Saône-et-Loire (Chalon-sur-Saône), à l'élection partielle du 13 février 1843. Il fait partie de la majorité gouvernementale. En 1852, il remplace le duc de Persigny comme ambassadeur à Berlin, d'où il revient pour entrer au Sénat le 4 mars 1853. Il y siège, jusqu'à la fin du règne, parmi les serviteurs dévoués du régime impérial.
Il épouse la fille du duc Nicolas Régnier de Massa.

## Sources
- « Édouard Burignot de Varenne », dans Adolphe Robert et Gaston Cougny, Dictionnaire des parlementaires français, Edgar Bourloton, 1889-1891 [détail de l’édition]